# Chiesa di Santa Lucia (Oliena)
La chiesa di Santa Lucia è una chiesa campestre sconsacrata, ubicata in territorio di Oliena, nella Sardegna centro-orientale.

L'edificio, ormai ridotto allo stato di rudere, è situato lungo la strada che conduce alla valle di Lanaitto e si trova in prossimità della chiesa di San Giovanni.